# Brandon Jennings
Brandon Jennings (* 23. září 1989, Compton, Kalifornie, USA) je profesionální americký basketbalista, který v současnosti háji barvy týmu Washington Wizards v Národní basketbalové asociaci (NBA).
Do velkého světa basketbalu vstoupil v roce 2009, kdy si jej jako celkově 10. hráče vybral tým Milwaukee Bucks. Hned po začátku své kariéry v NBA začal sbírat různá ocenění, ve své premiérové sezoně získal například cenu pro nejlepšího nováčka, ve stejném roce byl také vybrán do nejlepšího týmu sestaveného z hráčů draftovaných ve stejném roce.

## Kariéra
- 2008–2009	Lottomatica Roma
- 2009–2013	Milwaukee Bucks
- 2013–2016	Detroit Pistons
- 2016	Orlando Magic
- 2016–2017	New York Knicks
- od 2017 Washington Wizards